# Ian Thorpe
Ian James Thorpe (Sydney, 1982. október 13. –) ötszörös olimpiai bajnok ausztrál úszó.

## Eredményei
Öt olimpiai aranyérmet nyert, ebből a szempontból a legsikeresebb ausztrál sportoló.1998-ban első világbajnoki címét alig 15 esztendősen szerezte. 2001-ben Thorpe volt az első, aki hat aranyérmet nyert egy világbajnokságon. Összesen tizenegy aranyat hozott el, ezzel a mindenkori ranglista második helyén áll Michael Phelps után.
Ian az első és eddig egyetlen olyan úszó, akit a Swimming World Magazine négyszer választott a Világ legjobb úszójává.
1999 és 2003 között Ausztrália legjobb úszója lett.

## Magánélete
Melegségét 2014 júliusában egy élő TV-interjúban vállalta fel először.